# 南桥街道 (新乡市)
南桥街道，是中华人民共和国河南省新乡市卫滨区下辖的一个乡镇级行政单位。

## 行政区划
南桥街道下辖以下地区：
新建社区、锦绣社区、真意社区和金穗社区。